# Флинн, Эррол
Э́ррол Ле́сли То́мсон Флинн (англ. Errol Leslie Thomson Flynn; 20 июня 1909, Хобарт, Австралия — 14 октября 1959, Ванкувер, Канада) — голливудский актёр австралийского происхождения, кинозвезда и секс-символ 1930-х и 1940-х годов.
Прославился в амплуа отважных героев и благородных разбойников. Наибольшую известность получил благодаря фильмам «Одиссея капитана Блада» (1935), «Приключения Робин Гуда» (1938), «Додж-сити» (1939), «Дорога на Санта-Фе» (1940), «Морской ястреб» (1940), «Они умерли на своих постах» (1941), «Джентльмен Джим» (1942), «Цель — Бирма» (1945).

## Биография
Эррол Флинн родился 20 июня 1909 года в Хобарте на австралийском острове Тасмания, в семье морского биолога Теодора Флинна и его жены Лили Мэри Янг. Сменил несколько частных школ в Австралии и Англии, откуда его отчисляли за неуспеваемость, а из школы в Сиднее — ещё и за связь с дочерью школьной прачки.
В возрасте 15 лет Флинн устроился клерком в Сиднейскую судоходную компанию, а спустя год отправился в Новую Гвинею, где некоторое время работал в полиции и менеджером на табачной плантации, нанимал аборигенов на золотодобывающие прииски и писал для газет статьи о местных событиях.
Приехав в Австралию в 1929 году, Флинн купил яхту под названием «Сирокко» и вместе с тремя друзьями вернулся на её борту в Новую Гвинею, преодолев расстояние в 3000 миль. История этого путешествия, которое заняло семь месяцев, впоследствии легла в основу его книги под названием Beam Ends (была опубликована в 1937 году). В 1930 году он познакомился с неким доктором Германом Эрбеном, изучавшим тропические болезни. Наняв Флинна, Эрбен на борту его яхты спустился по реке Сепик и снял документальный фильм об этом малоисследованном в те времена регионе.

### Начало карьеры
В 1933 году Флинн вернулся в Австралию, где после того как его фотографии попали к одному кинопродюсеру, получил предложение сняться в роли мятежника Флетчера Кристиана в полудокументальном фильме об истории острова Питкэрн «Путём „Баунти“». Так состоялся его дебют в кино. Почувствовав интерес к новому ремеслу, Флинн в том же году уехал в Великобританию и на протяжении полутора лет с успехом играл на сцене театров в Лондоне и Нортгемптоне. Вскоре его заметили представители кинокомпании Teddington Studios, заокеанского филиала Warner Bros., которые сочли, что внешность молодого актёра понравится публике — Флинн был очень красив и хорошо сложен — и предложили ему контракт, а после успешного появления в драме 1934 года «Убийство в Монте-Карло» Флинна пригласили в Голливуд.
Примерно в то же время он встретил французскую актрису Лили Дамиту. Она была старше его на четыре года и ранее состояла в браке с режиссёром Майклом Кёртицом, в фильмах которого Флинн впоследствии часто снимался. Между Эрролом и Лили начался роман, и в мае 1935 года они поженились.
Первыми голливудскими работами Флинна в 1935 году стали второстепенные роли с недельным гонораром в 150 долларов в комедии «Не ставь на блондинок» и экранизации детективного романа Эрла Стэнли Гарднера «Дело о любопытной новобрачной», а затем последовала роль, которая обеспечила молниеносный взлёт карьеры Флинна и определила его актёрское амплуа — роль благородного пирата Питера Блада в высокобюджетном приключенческом фильме «Одиссея капитана Блада» по мотивам одноимённого романа Рафаэля Сабатини.
Колоритная роль бравого капитана досталась Флинну по воле случая. Первоначально она предназначалась Роберту Донату, у которого уже был опыт участия в костюмированных фильмах — в 1934 году он сыграл Эдмона Дантеса в фильме «Граф Монте-Кристо», — но после того, как Донат неожиданно отказался от участия в фильме, руководство Warner Bros. решило рискнуть и заменило его на неизвестного американскому зрителю Флинна. В паре с ним появилась другая начинающая актриса, будущая звезда Оливия де Хэвилленд. В итоге картина снискала шумное признание публики и в 1936 году была номинирована на получение премии «Оскар» в пяти категориях.

### Признание и слава

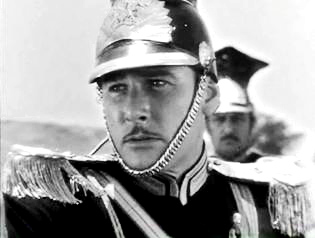
В фильме «Атака лёгкой кавалерии» (1936)

В последующие пять лет карьера Флинна достигла поистине головокружительных высот. Наибольшую популярность актёру принесли приключенческие, исторические и военные фильмы, где его героями становились самоотверженные и благородные смельчаки, галантные по отношению к дамам и беспощадные к врагу. Такими были его герои — павший в неравном бою майор Джеффри Викерс в картине «Атака лёгкой кавалерии» (1936), благородный разбойник Робин Гуд в удостоенном трёх «Оскаров» фильме «Приключения Робин Гуда» (1938), отважный капитан Кортни, отдавший жизнь ради друга, в драме «Утренний патруль» (1938), шериф Уэйд Хаттон, борец за справедливость в вестерне «Додж-сити» (1939). К тому времени его гонорар вырос и составлял 2500 долларов в неделю.
Кроме этого, Флинн попробовал свои силы в нескольких драмах — «Зелёный свет» (1937), «Новый рассвет» (1937), «Сёстры» (1938) — и комедиях — «Совершенные экземпляры» (1937), «Четверо — это банда» (1938). Но несмотря на проявленный Флинном талант комика, публика — и в особенности её прекрасная половина — с гораздо бо́льшим восторгом приняла его приключенческие картины. Женщины не могли устоять перед образом его романтического героя с насмешливо прищуренными серыми глазами, за внешней бесшабашностью которого скрывалась ранимая и благородная душа.

### Герман Эрбен
В 1937 году Флинн вместе со своим старым приятелем Германом Эрбеном отправился в путешествие по Испании. В стране в то время шла Гражданская война, но тем не менее друзья провели в окрестностях Мадрида и Барселоны март и апрель. Эрбен — несмотря на то, что он был евреем, — работал на нацистов и в Испании собирал для них информацию о немецких диссидентах, эмигрировавших после прихода Гитлера к власти. Дружба Флинна с германским шпионом послужила впоследствии поводом для обвинения самого Флинна в симпатии нацистам.

### Звезда Warner Bros.

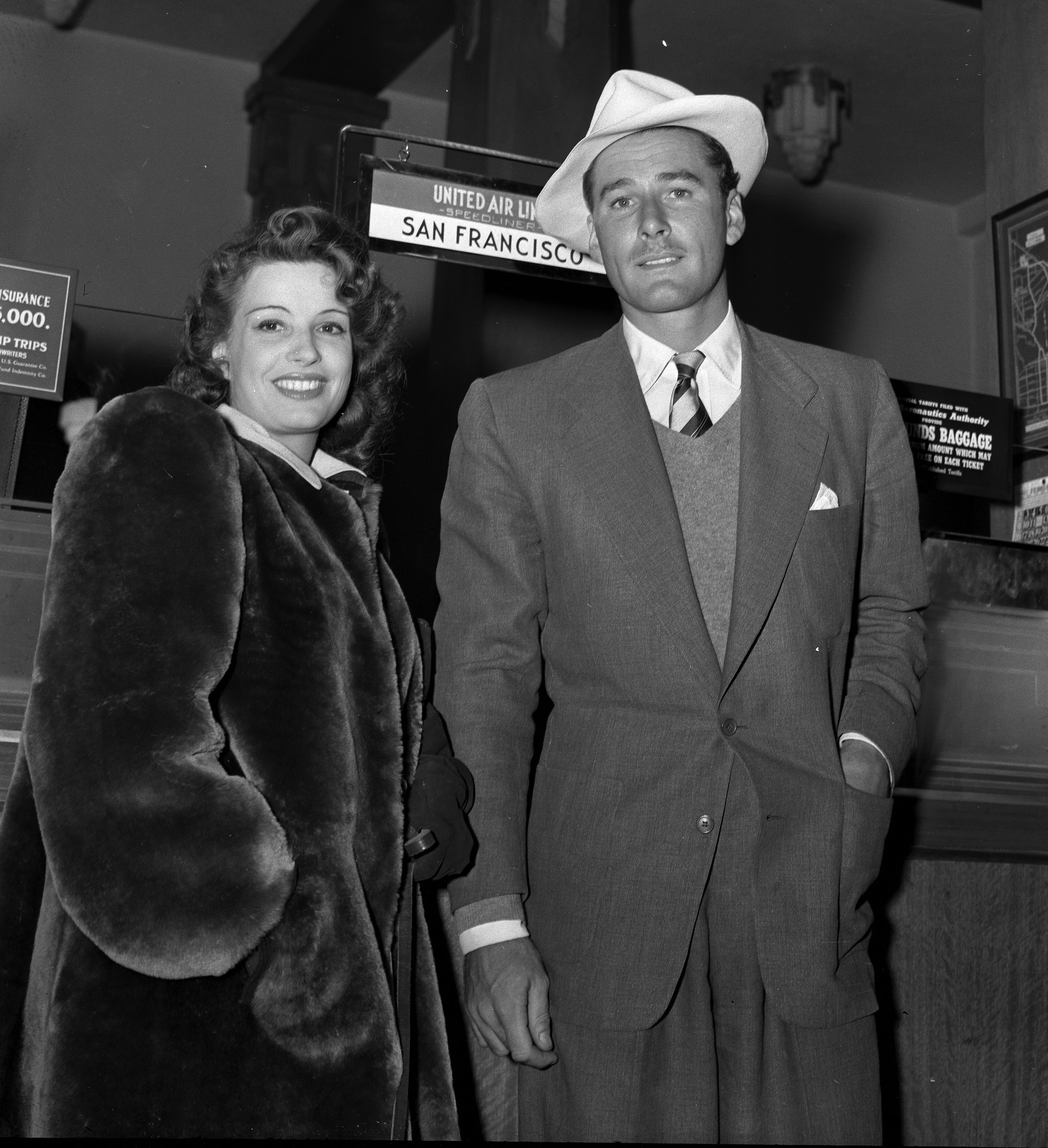
Эррол Флинн и Лили Дамита, 1941 год

К началу 40-х Флинн стал одним из ведущих актёров Warner Bros., а фильмы с его участием неизменно приносили кинокомпании огромные прибыли. Он продолжал работать строго в рамках своего амплуа — в 1939 году он снялся с Бетт Дейвис в костюмированном фильме «Частная жизнь Елизаветы и Эссекса», мелодраме о любви королевы Англии Елизаветы I и её фаворита Роберта Деверо, 2-го графа Эссекса. Во время съёмок он попал в автомобильную аварию, и продюсерам пришлось значительно перестроить график актёра, чтобы дать ему время на выздоровление. В 1940 году последовали вестерн «Вирджиния-сити» (в паре с Мириам Хопкинс), приключенческая мелодрама, получившая четыре номинации на премию «Оскар», «Морской ястреб», где Флинн сыграл капера Джеффри Торпа, и очередной дуэт с Оливией де Хэвилленд — вестерн «Дорога на Санта-Фе».
Весной 1941 года Флинн стал отцом — 31 мая Лили Дамита родила ему сына, которого назвали Шон. В том же году список его работ пополнила детективная комедия «Шаги в темноте», военная драма «Пикирующий бомбардировщик» (удостоенная номинации на «Оскар» за операторскую работу) и военная мелодрама «Они умерли на своих постах» — восьмой и последний дуэт Флинна и Оливии де Хэвилленд, где актёр исполнил роль знаменитого бригадного генерала кавалерии времён Гражданской войны в США Джорджа Армстронга Кастера.

### Скандал
В 1942 году кинокомпания Warner Bros. выпустила две новые картины с Флинном — военную драму «Отчаянное путешествие» и фильм «Джентльмен Джим», в котором актёр предстал в роли легендарного боксёра-тяжеловеса Джеймса Корбетта, завоевавшего в 1892 году титул чемпиона мира. Однако не только эти две премьеры привлекли внимание публики к Флинну. В апреле актёр развёлся с Лили, которая ушла от него вместе с сыном ещё в конце прошлого года, а в октябре две несовершеннолетние девушки — 17-летняя Бетти Хансен и 16-летняя Пегги Саттерли — обвинили актёра в изнасиловании.
По словам Бетти Хансен, которая приехала в Голливуд из Небраски с целью пробиться в актрисы, её знакомство с Флинном произошло на вечеринке, после чего они уединились, и Флинн попросил её раздеться. Хотя на вопрос, случилось ли это с её согласия, Бетти ответила утвердительно, связь с несовершеннолетней по законам Калифорнии считалась преступлением, и в том случае, если бы актёра признали виновным, ему грозило бы 30 лет тюрьмы. Вторая девушка, танцовщица ночного клуба Пегги Саттерли, заявила, что в начале августа отправилась с Флинном на его яхте в морскую прогулку до острова Санта-Каталина, и во время поездки он дважды склонял её к близости. Пегги даже предоставила фотографии, на которых были запечатлены Флинн и она сама на борту яхты.
Оба обвинения актёр отрицал. Слушание дела состоялось в феврале 1943 года в суде Лос-Анджелеса. В числе знакомых Флинна, которых вызвали дать свидетельские показания, был режиссёр Рауль Уолш, в девяти картинах которого снялся актёр. В итоге это скандальное дело закончилось для него благополучно — 9 февраля десять из двенадцати присяжных признали его невиновным, и Флинн был оправдан. В тот же период Флинн познакомился с Норой Эддингтон, 19-летней дочерью главы департамента шерифа Лос-Анджелеса, которая подрабатывала в суде во время слушания его дела, продавая сигары и конфеты. Между ними начался роман, и в августе 1943 года они поженились в Акапулько.
Обвинение в изнасиловании не только не разрушило карьеру Флинна, наоборот — он стал ещё более популярен у публики, в особенности у дам. Поклонницы приходили к зданию суда за автографами и, пока шло разбирательство, прислали ему более 16-ти тысяч писем, в которых выражали свою поддержку. Стало расхожим выражение In like Flynn, что значило быть популярным у женщин как Флинн или вести себя в стиле Флинна.

### Продолжение карьеры

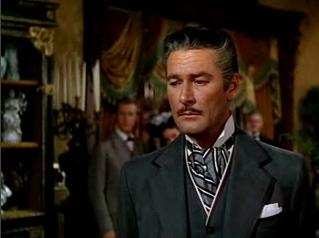
В фильме «Сага о Форсайтах» (1949)

Так как в то время шла Вторая мировая война, Флинн собирался уйти в армию, однако из-за проблем со здоровьем (у актёра было слабое сердце) его признали негодным к службе. Он начал много пить и вести ещё более разгульный образ жизни, чем прежде. Отношения с юной женой, которая была младше Флинна на пятнадцать лет, тоже не складывались. Прожив с Флинном год, Нора собиралась подать на развод, но, родив 10 января 1945 года дочь Дейдру, передумала и, вернувшись из Мехико, где жила на последних месяцах беременности, переехала в дом супруга. В марте 1947 года у них родилась вторая дочь, Рори.
Несмотря на сумбурную личную жизнь, карьера Флинна продолжала процветать, а его гонорар вырос до 200 тысяч долларов в год. Пока в Европе шли сражения, большинство его картин были на военную тематику. В 1943 году Флинн снялся в драме о противостоянии нацистам в Норвегии под названием «Край тьмы» и шпионском фильме «Северная погоня». Затем последовали мелодрама «Сомнительная слава», события которой были перенесены в оккупированную Францию, вестерн «Сан-Антонио», где Флинн вновь выступил в роли поборника справедливости ковбоя Клэя Хардина, и военная драма «Цель — Бирма», получившая в 1945 году три номинации на премию «Оскар». В этом фильме Флинн исполнил роль отважного капитана Нельсона, возглавившего взвод американских солдат в Бирме.
Его партнёршами по-прежнему становились самые красивые актрисы того времени — Барбара Стэнвик в мистическом фильме «Волк-одиночка (фильм, 1947)» (1947), Ида Люпино в драме «Никогда не покидай меня» (1947), Энн Шеридан в вестерне «Серебряная река» (1948), Грир Гарсон в мелодраме по одноимённому роману Голсуорси «Сага о Форсайтах» (1949).
В 1946 году Флинн купил новую яхту под названием «Зака» и около 1947 года совершил на ней круиз на Ямайку. Ему настолько понравилась эта страна, что он приобрёл там обширные владения, и в тот же период купил дом в Бостоне за 33 тысячи долларов.

### Закат славы
В начале 1950-х слава Флинна постепенно начала угасать. Ему было уже за сорок, и он заметно постарел — давали о себе знать увлечение алкоголем и бурная ночная жизнь, которую вёл актёр. В 1948 году Флинн снялся в роли легендарного покорителя женских сердец в приключенческой мелодраме «Похождения Дон Жуана», и этот фильм стал одной из последних удачных работ актёра.
Со временем его отношения с женой окончательно испортились. В июле 1948 года Нора развелась с Флинном и уже через год вышла замуж за певца и актёра Дика Хаймеса. В 1950 году таблоиды писали о романе Флинна с 19-летней румынской княгиней Ириной Гика, которая работала манекенщицей в Париже. Он даже собирался взять её в жены (несмотря на то, что Гика была замужем), но по каким-то причинам передумал и 23 октября 1950 года женился на 24-летней актрисе Патриции Уаймор, своей партнёрше в вестерне «Скалистая гора». В том же году Флинн обратился в суд с намерением добиться сокращения размера алиментов, которые с 1942 года выплачивал своей первой жене Лили Дамите, — ежегодно она получала от Флинна 18 тысяч долларов плюс 5,2 тысячи на содержание сына Шона.
В 1952 году по совместному решению студия Warner Bros. и Флинн расторгли его контракт. Актёр уехал в Великобританию и вложил полмиллиона долларов в картину «Повесть о Вильгельме Телле», однако из-за недобросовестности его финансовых партнёров производство фильма было остановлено, и это едва не привело Флинна к банкротству. В 1953 году финансовое положение актёра ещё более ухудшилось. Выяснилось, что его менеджер Альберт Блюм проводил махинации с его счетами и налогами, в результате чего Служба внутренних доходов США взыскала с Флинна более 800 тысяч долларов. Чтобы расплатиться, Флинн был вынужден продать всю свою собственность за исключением яхты, на борту которой и жил в течение некоторого времени вместе с семьёй.
В тот период вышло несколько картин Флинна, снятых в Европе. В 1953 и 1955 годах постаревший плейбой работал в Великобритании, снявшись соответственно в историческом фильме «Хозяин Баллантрэ» и в музыкальной мелодраме «Королевская рапсодия» (в этом фильме вместе с Флинном играла его жена), а в 1954 вышла в прокат его итальянская картина «Скрещенные мечи», где актёр составил дуэт с Джиной Лоллобриджидой. В 1953 году, пока шли съёмки в Италии, Патриция родила Флинну дочь, которую назвали Арнелла Рома.

### Последние годы и смерть

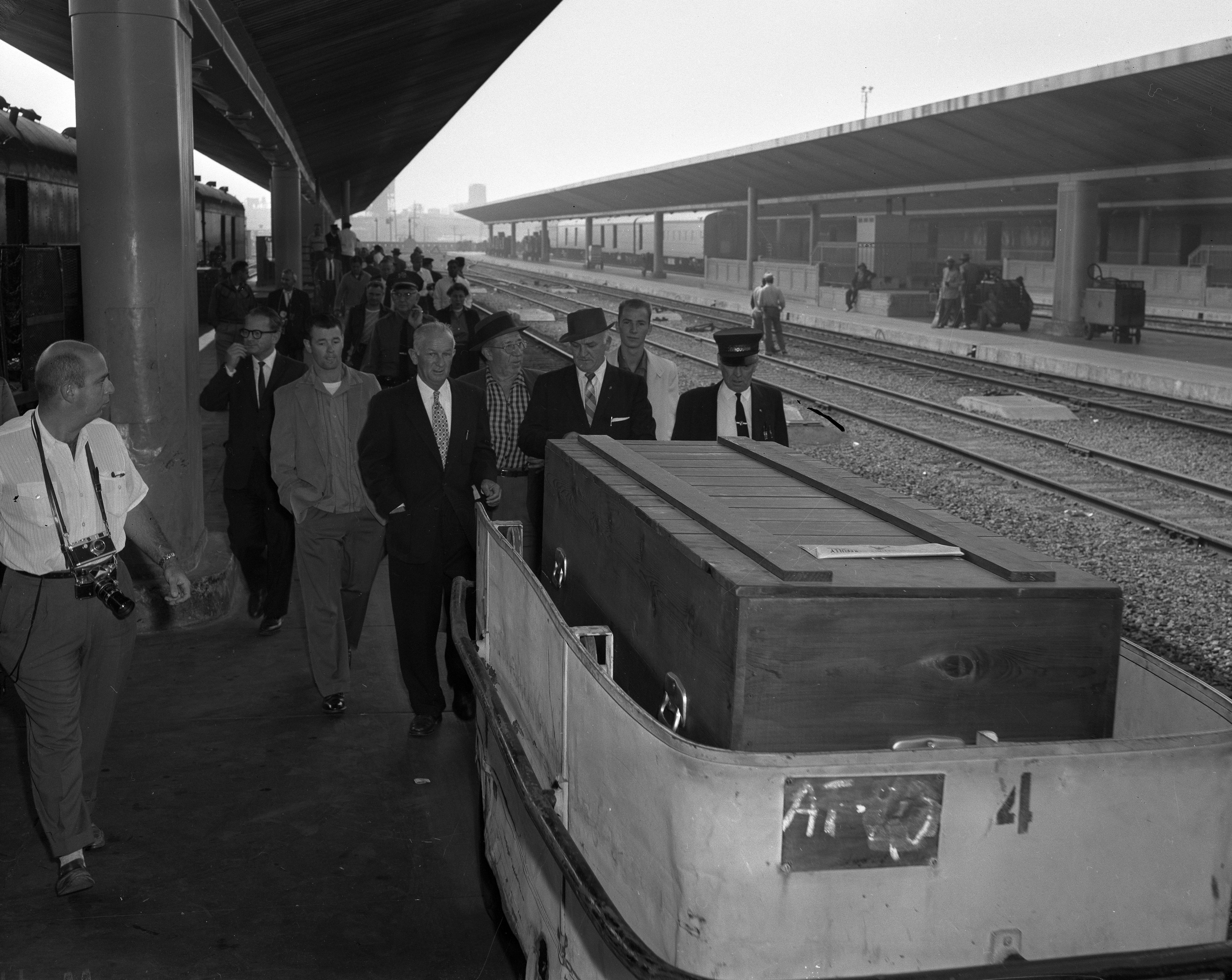
Гроб с телом Эррола Флинна доставлен в Лос-Анджелес

В середине 1950-х Флинн много путешествовал — среди его маршрутов были Северная Африка, Рим, Мехико, Париж, Монте-Карло и Барселона — и проводил время на Ямайке, где росла его дочь. Время от времени он возвращался в Голливуд. Среди его работ тех лет было несколько относительно успешных картин — «И восходит солнце» (1957) по одноимённому роману Хемингуэя (Флинн сыграл жениха Брет, Майкла Кэмпбелла), «Слишком много, слишком скоро» (1958), где Флинн исполнил роль знаменитого актёра Джона Берримора, и «Корни неба» (1958), экранизация одноимённого романа Ромена Гари, удостоенного в 1956 году Гонкуровской премии. В 1957 году Флинн запустил в Великобритании телесериал «Театр Эррола Флинна». Всего вышло 26 получасовых эпизодов с романтическими названиями вроде «Мадемуазель Фифи», «Тысяча ночей Дон Жуана», «Дуэль», «Жена царя» и других, а в съёмках принимали участие как сам Флинн, его жена и сын Шон, так и другие известные актёры — например, Кристофер Ли и Полетт Годдар.
В 1957 году Флинн, которому на тот момент было 48 лет, завёл роман с 15-летней старлеткой Беверли Аадленд. Юная фигуристая блондинка, которая в 13 лет завоевала титул Маленькая Мисс Америка, настолько увлекла его, что он даже собирался бросить Патрицию и сочетаться с Беверли браком. В 1959 году Флинн и его протеже снялись вместе в фильме «Кубинские мятежницы», драме о революции на Кубе. Эта картина стала последним фильмом Флинна. В октябре 1959 года в сопровождении Беверли он отправился в Канаду, чтобы уладить дело о продаже яхты, но 14 октября скоропостижно скончался в Ванкувере от сердечного приступа. Беверли настаивала, чтобы его похоронили на Ямайке, однако Патриция Уаймор распорядилась телом супруга по своему усмотрению, и Флинн был похоронен в мемориальном парке Форест-Лаун в Лос-Анджелесе.